# Geodia cribrata
Espèce
Geodia cribrata est une espèce d'éponges de la famille des Geodiidae.

## Taxonomie
L'espèce est décrite en 2014 par Klaus Rützler (d), Carla Piantoni (d), Rob van Soest et Maria Cristina Díaz (d),.
L'holotype de l'espèce provient de la barrière de corail du Belize et a été récolté à une profondeur de 29 m.

### Étymologie
Son épithète spécifique, cribrata du latin cribum, « tamis »,fait référence au tamis aux pores proéminents.

### Publication originale
- (en) Klaus Rützler, Carla Piantoni, Rob van Soest et Maria Cristina Díaz, « Diversity of sponges (Porifera) from cryptic habitats on the Belize barrier reef near Carrie Bow Cay », Zootaxa, vol. 3805, no 1,‎ 2014, p. 1-129 (DOI 10.11646/zootaxa.3805.1.1, lire en ligne)

## Répartition
L'espèce Geodia cribrata est présente dans les eaux au large du Belize.